# Літературна премія імені Михайла Стельмаха журналу «Вінницький край»
 Літературна премія імені Михайла Стельмаха журналу «Вінницький край» — премія українським літераторам за високохудожні твори, опубліковані в журналі протягом року.

## Історія
Заснована у 2006 р. Вінницькою обласною організацією «Редакція комунального друкованого засобу масової інформації — журналу „Вінницький край“» з метою вшанування пам'яті видатного українського письменника М. П. Стельмаха і відзначення високохудожніх творів українських літераторів. З 2009 року (згідно з Угодою про співпрацю) співзасновником премії імені М. Стельмаха стало Вінницьке міжнародне земляцтво.

## Положення
На здобуття премії можуть претендувати високохудожні літературні твори, опубліковані в поточному році на сторінках журналу «Вінницький край». Лауреатів премії ім. М. Стельмаха визначає журі, враховуючи суспільний резонанс опублікованих творів, читацькі відгуки на них та інші критерії. Присудження премії відбувається щорічно наприкінці поточного — на початку наступного за ним року шляхом таємного голосування членів журі. Вручення премії відбувається під час проведення Стельмахівських днів на Вінниччині, або з інших значимих нагод. Лауреатам премії вручаються дипломи і грошові відзнаки за рахунок позабюджетних коштів.

## Лауреати

### 2006
- Олег Чорногуз
- Дмитро Штофель
- Роман Коваль

### 2007
- Михайло Стрельбицький
- Василь Гарвасюк
- Тетяна Романова

### 2008
- Тетяна Яковенко
- Геннадій Шкляр
- Віктор Тимчук

### 2009
- Олена Герасименко
- Василь Боднар
- Яків Поляхівський

### 2010
- Леонід Пастушенко
- Валентина Сторожук
- Леонід Барабан

### 2011
- Світлана Блонська
- Василь Паламарчук
- Сергій Вдовиченко

### 2012
- Тетяна Коноваленко
- Василь Кобець
- Микола Крижанівський
- Віктор Рибачук

### 2013
- Жанна Дмитренко
- Віталій Давиденко
- Вадим Вітковський разом Геннадієм Ковальчуком

### 2014
- Степан Колесник
- Віктор Цимбал
- Сергій Сай-Боднар разом Петером Хоманном

### 2015
- Іван Волошенюк
- Ніна Урсані
- Олександр Філін[3]

### 2016
- Сергій Татчин
- Дмитро Стельмах
- Андрій Стебелєв[4]

### 2017
- Микола Дмитренко
- Микола Рябий
- Анатолій Подолинний[5]

### 2018
- Василь Вертипорох
- Оксана Афанасієва
- Іван Малюта
- Пилип Янківер[6]

### 2019
- Руслана Мельничук
- Оксана Шалак
- Василь Шевчук
- Петро Войт[7]

### 2020
- Олена Павленко
- Борис Пентюк
- Наталя Ткаченко[8]

### 2021
- Петро Зарицький
- Станіслав Прилипко
- Єлизавета Ерміс-Хорунжа (США)[9]

### 2022
- Катерина Копичинська
- Анатолій Наумов
- Анатолій Жарук[10]

### 2023
- Валентина Мількевич
- Лариса Сичко
- Микола Дорош[11]

### 2024
- Михайло Каменюк
- Іван Кислиця
- Лариса Колесник
- Анатолій Мартинюк[12]